# دارکوب روشن‌کاکلی
دارکوب روشن‌کاکلی (نام علمی: Celeus lugubris) نام یک گونه از سرده دارکوب‌های خوش‌مو است.